# Canasvieiras
Canasvieiras é um bairro e uma praia localizados no norte da Ilha de Santa Catarina, em Florianópolis, no estado brasileiro de Santa Catarina, entre as praias de Jurerê e Cachoeira do Bom Jesus. É sede do distrito de mesmo nome. Durante o verão, Canasvieiras se transforma em um dos destinos mais movimentados da ilha. A praia é uma das mais visitadas pelos turistas argentinos e uruguaios.
Há algumas teorias sobre a origem do topônimo "Canasvieiras"; a explicação mais aceita historicamente seria o fato de uma espécie de cana-de-açúcar, a "cana-viera", ter sido bastante cultivada na região. De fato, a praia é identificada como "Praia Cana Vieiras" num mapa de 1786.